# Fornalutx
Fornalutx (hiszp. Fornaluch)  – gmina w Hiszpanii, w prowincji Baleary, we wspólnocie autonomicznej Balearów, o powierzchni 19,49 km². W 2011 roku gmina liczyła 692 mieszkańców.